# Tim Pratt
Tim Pratt, T.A. Pratt, född 12 december 1976, är en amerikansk science fiction- och fantasyförfattare, poet, recensent och redaktör.

## Biografi
Pratt växte upp i grannskapet av Dudley, North Carolina och skaffade sig en Bachelor i Engelska vid  Appalachian State University.  1999 deltog han i  Clarion East Writing Workshop.  Han flyttade till Santa Cruz, Kalifornien 2000 och bor nu i Oakland med sin fru Heather Shaw.  För närvarande arbetar han som senior redaktör på Locus Magazine.

## Författargärning
Pratts arbeten har dykt upp i ett flertal fora, bland andra Asimov's Science Fiction, Realms of Fantasy och i Strange Horizons.  Hans berättelse "Little Gods" (online) (2002) var finalist till Nebulapriset för bästa novell|.  Novellen "Hart & Boot," som först publicerades i antologin Polyphony 4, trycktes åter i Best American Short Stories 2005. Hans Impossible Dreams (Asimov's July 2006) vann Hugopriset för bästa novell 2007 och var även finalist för motsvarande Nebulapris. 
Han har även haft berättelser och dikter publicerade i andra media och i Year's Best collections.

### Romaner
- The Strange Adventures of Rangergirl, Bantam Spectra, 2005. (ISBN 978-0-553-38338-6)
- Blood Engines, Bantam Spectra, utkommer oktober 2007
- Poison Sleep, Bantam Spectra, utkommer april 2008
- Dead Reign, Bantam Spectra, utkommer oktober 2008
- Grift Sense, Bantam Spectra, utkommer april 2009

### Samlingar
- Little Gods, Prime Books, 2003. (ISBN 978-1-894815-82-6)
- Hart & Boot & Other Stories, Night Shade Books, 2007 (ISBN 978-1-59780-053-2)